# 세르게이 랴푸노프
세르게이 미하일로비치 리아프노프(러시아어: Серге́й Миха́йлович Ляпуно́в, 러시아어 발음: [sʲɪrˈɡʲej mʲɪˈxajləvʲɪtɕ lʲɪpʊˈnof]; 1859년 11월 30일(율리우스력 11월 18일) ~ 1924년 11월 8일)은 러시아의 작곡가이자 피아니스트이며, 지휘자이다.

## 생애
리아프노프는 1859년 야로슬라블에서 미하일 리아프노프의 아들로 태어났다. 형으로는 알렉산드르 리아프노프가 있다. 8세에 아버지를 여의고, 어머니 세르게이와 두 형들과 함께 니즈니노브고로드로 갔다. 세르게이 리아프노프는 거기서 러시아어를 배웠고, 러시아 음악협회 지부에서 음악을 배웠다. 모스크바 음악원의 니콜라이 루빈스타인으로부터 추천서를 받아 1878년에 해당 음악원에 입학하였다. 프란츠 리스트의 제자였던 카를 클린트워스로에게 피아노를 사사하였고, 표트르 차이콥스키의 제자였던 세르게이 타네예프로부터 작곡을 사사하였다.
1883년에 음악원을 졸업한 뒤 러시아에서 유행하던 국민악파의 민속적 요소를 활용한 작곡활동에 더 많은 관심을 두었다. 이후 1885년에 상트페테르부르크로 가서 밀리 발라키레프를 만났다. 발라키레프는 자신과 동향 출신이었던 리아프노프를 자신의 곁에 두었다. 리아프노프의 음악은 발라키레프의 영향을 짙게 받았다고 평가받는다.

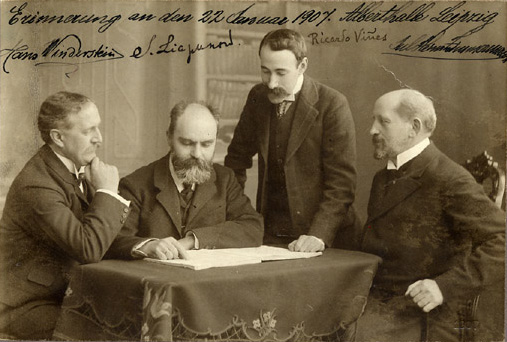
1907년 라이프치히에서 촬영한 사진. 좌측부터 한스 빈터슈타인, 세르게이 리아프노프, 리카르도 비네스, 율리우스 하인리히 침머만.

1893년에 제국지리학회는 밀리 발라키레프, 아나톨리 랴도프와 함께 세르게이 리아프노프를 선정하여 볼로그다주, 키로프주, 코스트로마주의 민속음악을 수집하도록 하였다. 이들이 수집한 300여곡의 민속음악은 1897년에 출판되었다. 리아프노프는 같은 시기에 이들 중 30개의 곡을 가지고 여러 곡을 썼다.

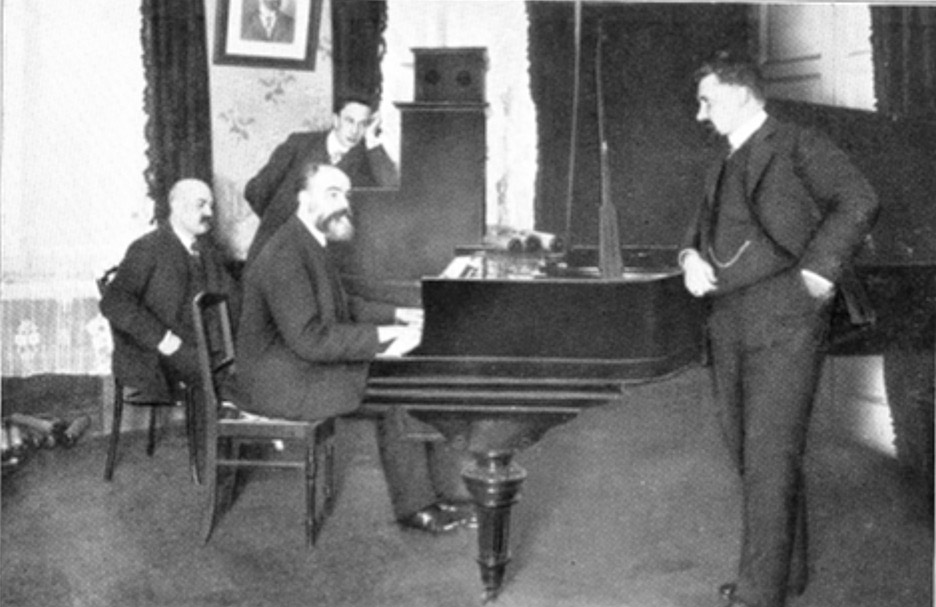
1910년 1월 자신의 첫 음반을 녹음중인 리아프노프의 모습.

1904년부터 지휘활동을 시작하였는데, 1907년에는 베를린과 라이프치히에서 초청도 받았다. 피아니스트로서도 성공적이어서 1910년 봄에는 자신이 작곡한 여러 소품을 음반으로 남겼다. 이후로도 1910년에서 1911년까지 독일, 오스트리아 등 서유럽 지역에 연주여행을 다녔다.
1911년에는 니콜라이 림스키코르사코프의 뒤를 이어 제국 대성당의 지휘자경 상트페테르부르크 음악원의 교수로 부임하였다. 그러나 1917년 러시아 혁명이 일어난 뒤 1923년에 파리로 이사하였다. 이듬해 심장마비로 사망하였다.

## 작품
리아프노프는 12개의 연습곡으로 가장 유명하다. 이 연습곡은 리스트가 채 끝마치지 못한 초절기교 연습곡의 정신을 이어받아 작곡되지 못한 조성으로 나머지 곡들을 작곡한 것이다.

## 참고문헌
- ed. Stanley Sadie, The New Grove Dictionary of Music and Musicians, 20 vols. (London: Macmillan, 1980). ISBN 0-333-23111-2.